# クイーン・エリザベス級航空母艦
クイーン・エリザベス級航空母艦 (クイーンエリザベスきゅうこうくうぼかん、英語: Queen Elizabeth-class aircraft carrier) は、イギリス海軍の航空母艦の艦級。STOVL方式の空母ながらも、満載排水量は6万トンを超えて、イギリス海軍史上最大の軍艦である。計画名はCVF。建造単価は約31億ポンド。

## 来歴

### CVA-01級の挫折とインヴィンシブル級
第二次世界大戦で、ドイツ海軍のUボートに苦しめられたイギリスは、戦後も艦隊航空戦力を重視した。第二次世界大戦中に建造・就役した空母の老朽化に伴い、1960年代にはCVA-01級が計画された。しかし、大英帝国の衰退に伴う財政難（英国病）を受けて、当時現用の「イーグル」の排水量（53,060トン）を超えることがないよう強い制約を受けており、また最終的に、予算上の問題を克服できず、1966年にはキャンセルされた。
これを受けて、空母を補完するヘリ空母として計画されていた護衛巡洋艦の機能充実が図られることになり、最終的に、シーハリアー艦上戦闘機の運用に対応したインヴィンシブル級航空母艦（CVS）として結実して、1980年より順次に3隻が就役した。インヴィンシブル級は1982年のフォークランド紛争で活躍し、また湾岸戦争や不朽の自由作戦（アフガニスタンのターリバーン掃討作戦）、イラク戦争でも頻繁に実戦投入された。しかし2010年代には相次いで艦齢30年に達し、退役の時期を迎えることが予測されていた。

### CVF計画の検討
1980年代より、イギリス海軍ではCTOL機運用も考慮に入れた次世代空母の模索を進めており、1998年の戦略国防概観によって正式に計画がスタートした。当初の計画名はCVSG(R)、まもなくCV(R)に変更され、最終的にCVF (Carrier Vessel Future) となった。
1999年1月25日、ボーイング、ブリティッシュ・エアロスペース (BAe)、ロッキード・マーティン、マルコーニ・エレクトロニック・システムズ、レイセオン、トムソン－CSFの6社が計画の事前調査に招かれた。このうち実際に応札したのはBAe（1999年11月30日にBAEシステムズに改名）とトムソン-CSF（2000年にタレス・グループに改名）であり、1999年11月23日、国防省防衛調達庁（DPA）と詳細調査の契約を締結した。
この時点では、現用のBAe シーハリアー艦上戦闘機の後継機が決まっていなかったことから、空母の設計も、両社いずれもCATOBARとSTOVLの双方とも対応できるように配慮しており、両論併記方式（twin-track approach）と称された。その後、2002年9月末に艦上機としてF-35Bが選定され、以後はSTOVL案に一本化された。同年11月20日、両グループの最終設計案が提出され、選考は大詰めを迎えた。
2002年末頃よりタレス案の優勢が伝えられるようになった。しかし2003年1月23日に開催されたブレア首相、フーン国防相、ブラウン蔵相、ヒューイット貿易産業相の会議で、イラク戦争への英仏の政治的スタンスの違いや国内造艦産業育成・雇用推進の観点から、タレス社を主契約者とするわけにいかないと確認された。このことから、タレス社の案を採用しつつ、主契約者はBAEとする裏技がこの場で提案され、国防省から両社に打診された。この案は1月30日、議会で発表された。
これを受けて、イギリス国防省とBAEシステムズ、タレスUK社はエアクラフト・キャリア・アライアンス（ACA）コンソーシアムを結成、2005年にはバブコック・マリン社とVT グループも加わった。その後、2008年にVTグループの造船部門がBAEシステムズに売却されたことで、ACAコンソーシアムの構成企業は3社となり、またタレスUK社はイギリスに造船所を持たないことから概ね設計面の関与にとどまり、実際の建造は主としてバブコック・マリン社とBAEシステムズ社によって行われることとされた。ただしACAコンソーシアムに加盟していなくとも、直接・間接的に関与する企業は多く、元請け（ティア1）の両社から請負契約を受けるティア2、そこから更に下請けを受けるティア3があり、ティア2の企業だけでも計96箇所の企業/工場が参加している。
2002年11月に提出された原案（A案）をもとに、コストを低減したB案が2003年9月に作成され、2003年12月には更に改訂されたD案が作成された。2003年11月には1番艦の艦名も「クイーン・エリザベス」と決定しており、2005年後半には、D案をもとに最終案が作成された。

### フランスの参入と脱退、イギリスの混乱
当時、フランス海軍ではクレマンソー級航空母艦の運用が終了し、稼動空母が原子力空母「シャルル・ド・ゴール」1隻のみとなっていたことから、核燃料交換工事などで同艦が整備に入ると、動かせる空母がなくなることが危惧されていた。このことから、2002年、次期空母（PA2）として建造計画が着手された。この計画に対し、DCNS社は「シャルル・ド・ゴール」の拡大型といえる原子力空母案で応募したのに対し、タレス社は同グループが設計したCVF設計のCATOBAR案をもとにした案で応募した。選考を経て、DCNS社にタレス社が協力して設計を進めることになり、2005年6月、CVFのD案をベースにした設計案が提出された。そして2006年1月、英仏両国が共通の設計によって空母を建造する覚書が取り交わされた。これに伴い、フランス海軍の運用要求に準拠して、CVFの設計も一部が修正された。しかし建造方式を巡る英仏の意見の相違や、2012年フランス大統領選挙を受けた大統領交代に伴う方針変更もあって、PA2の建造決定は先送りされ、2012年頃には立ち消えないし無期延期となってしまった。

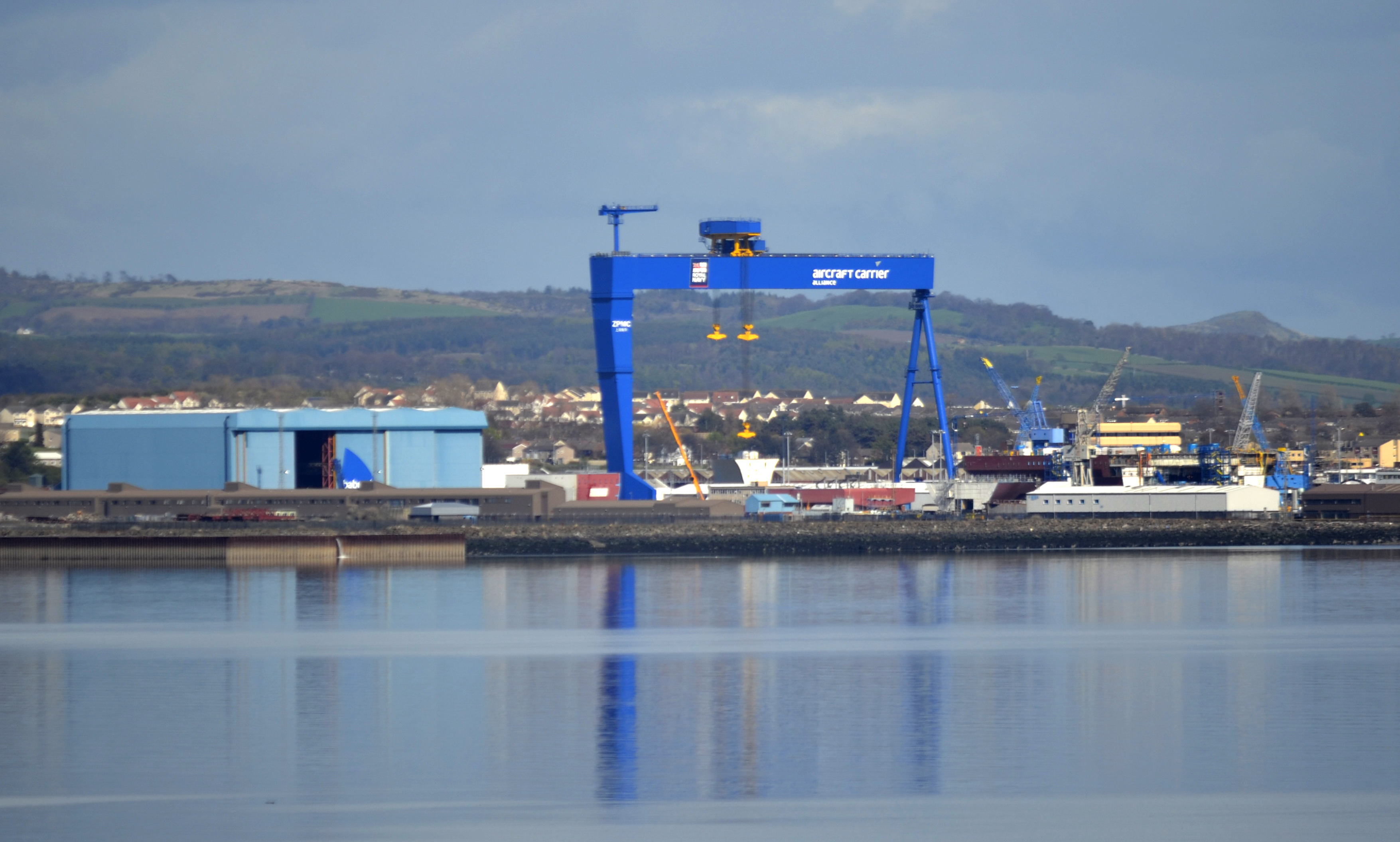
ロサイス造船 （Rosyth Dockyard）（2012年4月12日）

一方、イギリスでは、2010年2月に「クイーン・エリザベス」が起工されて建造が開始されていた。しかし経費の増大とF-35Bの開発遅延を受けて、計画の修正が検討されることになった。まず艦上機をF-35Cに変更することになったが、既に1番艦の工事がある程度進捗していたことから、2番艦をCATOBAR空母として設計変更することになった。しかし艦上機の発注変更や艦の設計変更などに関わる経費を試算したところ、F-35Bの調達価格上昇より更に高くつくうえに就役時期も大きく遅延することが判明した。このため、2012年5月に再度計画が変更されて、結局、2番艦もイギリス仕様のF-35Bを搭載するSTOVL空母として建造されることになった。このCATOBAR化検討とSTOVL空母への回帰のために1億ポンドが費やされた。
また財政難を受けて、2隻建造しても、1隻は予備役状態とする案や2番艦をインド海軍に売却する案なども提案され、そのまま2隻ともイギリス海軍が運用できるかどうか疑問が呈されていた時期もあったが、2015年には、2隻ともにイギリス海軍が現役艦として運用することで落ち着いた。

## 設計

### 船体

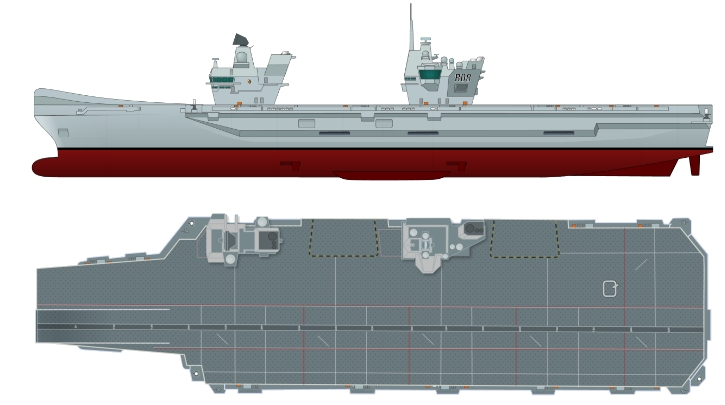
イメージ図

上記の検討の結果、クイーン・エリザベス級はSTOVL空母としての設計を採用している。外見的な特徴としてアイランド（艦橋構造物）が航海・作戦用と航空管制用の2つに分割して設置されており、抗堪性を確保すると共に、各アイランドに煙突を配置することで直下の機関から排出される排気の通路を短縮し、給排気系の軽量化と排煙の影響の軽減を達成している。艦首側が航海・作戦用のアイランド、エレベーターを挟んで船尾側が航空管制用のアイランドである。
インヴィンシブル級と比して大幅に大型化しており、定期巡回だけで20分を要するほか、BAEシステムズによるアプリケーション「Platform Navigation」が採用された。これは各区画入口のQRコードを乗組員に配布されたタブレット端末で読み取ることで、目的の区画までの最善の進路を指示するアプリケーションである。ただし高度な自動化により、艦固有の乗員は629人で、15名程度の増加に留まっている。飛行甲板下の主船体は9層の甲板から構成されており、各甲板の高さは最小3mと、かなりの余裕が確保されている。船首部は大型商船に近いバルバス・バウとされた。またインヴィンシブル級と同様、商船の建造技法が各方面に導入されているほか、構造面ではロイズ軍艦規則（Lloyd's naval ship rules）が広く適用されている。主船体は19の防水区画に区分されている。
格納庫甲板の下方には居住区画がある。470の小区画に区分され、1,600名分の寝台が設定されている。これには海兵隊250名分の居住施設も含まれており、こちらは飛行甲板への連絡も考慮されている。居住区には映画室やフィットネス室が設けられている。中央より後方には調理区画と食堂4室があり、食堂のうち最大のものは、1時間に960名に配食できる。調理配食要員は40名である。積載する食料の一例として、豆の缶詰1万2,000缶、鶏卵6万4,800個、ソーセージ6万6,600個、ベーコン2万8,800個が挙げられているほか、1日当たり1,000斤のパン製造設備がある。居住区画と連続して医療区画があり、病室（8床）と手術室、歯科治療室が設けられている。医療要員は11名である。また船底には弾薬庫が設けられているが、パレット方式の導入によって自動化・省力化が図られている。
クイーン・エリザベス級はブロック工法を採用しており、25個のブロックを7箇所の造船所が分担して建造しており、ロサイスのバブコック・マリン社で最終的に組立てられる計画とされた。船体は4つのセクションがポーツマス、ロサイス、バロー、グラスゴーで建造される。バブコック社のロサイスを除き、2008年以降はBAEシステムズとVT グループの合併事業BVT サーフェス・フリートが請け負っている。最終組み立てを行うロサイスの1号乾ドックでは、これに対応した改修工事が行われた。
なお本級は、イギリス海軍史上最大の軍艦となる。このため、ポーツマス海軍基地にもデヴォンポート海軍基地にもあまりにも大型かつ過重な船体を収容できる乾ドックがなく、当面はハーランド・アンド・ウルフなど民間企業が保有するドックを頼らざるを得ず、ドックの拡張や新設は大幅な出費を強いられるという問題を抱えている。

### 機関
クイーン・エリザベス級は、45型駆逐艦と同様の統合全電気推進（IFEP）方式を採用しており、2基のガスタービン発電機と4基のディーゼル発電機が、4基の推進電動機および艦内サービスに電力を供給する。
発電用のガスタービンエンジンには、当初は45型と同型のノースロップ・グラマン/ロールス・ロイス WR-21が検討されたが、出力面の問題から、ロールス・ロイス社製マリン・トレント MT30が採用された。これによりクイーン・エリザベス級は、世界最大のガスタービン推進艦となる。これによって駆動される発電機の電気出力は35 MWeである。またディーゼルエンジンとしては、バルチラ16V38（電気出力11.3 MWe）2基とバルチラ12V38（電気出力8.5 MWe）2基が搭載されている。
電気システムには、11 kV・60 Hzの母線が4本あり、1本はバルチラ16V38ディーゼル発電機2基、1本はバルチラ12V38ディーゼル発電機2基、残り2本はそれぞれ1基ずつのMT30ガスタービン発電機と接続されている。MT30と接続された母線の片方は推進電動機2基と接続されている一方、もう片方は推進電動機1基のみと接続されており、巡航タービンとしての性格を持たされているものと見られている。またバルチラ16V38と接続された母線も推進電動機1基と接続されているのに対し、バルチラ12V38と接続された母線は推進電動機とは直接接続されておらず、艦内サービスへの給電を主としているものと見られている。ただし母線間の接続を介して、こちらも推進電動機への給電に用いることもできる。ディーゼル発電機は艦底近くに配置されているが、ガスタービン発電機は比較的軽量であることから、艦橋近くに配置されている。
推進器としては、最初期の原案（A案）ではポッド式のアジマススラスターが検討されていたものの、結局、5翼式の固定ピッチ・プロペラとなった。直径6.7m、取付角度を調節できる組立式であり、排水量の経年増加に対応して効率が良いプロペラ・ピッチに適宜調整して使い続けることができる。それぞれの推進軸には、直列に2基ずつの交流誘導電動機が配置されている。これはコンバーチーム社製のAIM（advanced induction motor）電動機であり、同社のVDM25000パルス幅変調コンバータと組み合わされて、インバータによる可変電圧可変周波数制御を受ける。
艦体の安定性を高めるために、舵面積m2の「ネプチューン400」フィンスタビライザーが4基搭載されており、18ノットで航行する際の横揺れを79%軽減できるとしている。

## 能力

### 航空運用機能

#### 発着艦設備
飛行甲板は長さ277 m×幅73.0 m、面積は約13,000 m2で、STOVL・ヘリコプター両用の発着スポット5箇所とヘリコプター専用の発着スポット1箇所が設定されている。着艦エリアは左舷後方の2,000 m2で、高温の排気に耐えられるようにアルミニウムとチタンの粉末を溶射塗布している。識別のため、飛行甲板後方には「クイーン・エリザベス」は「Q」、「プリンス・オブ・ウェールズ」は「P」と大書されている。
滑走レーンの先端部、飛行甲板の左舷前部には12.5度の傾斜をもつ長さ60mのスキージャンプ勾配が設けられている。F-35Bはアフターバーナーを備え、排気が高温になることから、スキージャンプから160 mの位置にブラスト・デフレクターが設けられることになっていたが、実際には設けられなかった。
上記の経緯により、クイーン・エリザベス級ではSTOVL方式が採用されたことから、同方式のインヴィンシブル級と同じく、発着艦兼用の滑走レーンを首尾線と平行に設定したアキシャル・デッキ方式となっている。ただし飛行甲板は左舷側に大きく張り出しており、将来的にアングルド・デッキを設定してCATOBARやSTOBAR方式に対応することも可能と見られている。2021年からは、大型の無人航空機（UAV）の運用を想定してCATOBAR方式に対応した改装の検討が開始されているが、当初は最大25トンまでの機体に対応したカタパルトおよび20トン級の機体に対応したアレスティング・ギアの設置として検討されていたものが、後にはF-35CやF/A-18Eを含む有人固定翼機の運用も想定した「アーク・ロイアル」計画へと発展しており、右舷側にUAV用の55メートル長のカタパルトを設置するのに加えて、左舷側には90メートル長の電磁式カタパルトを設置、またアングルド・デッキ方式の着艦レーンを設定して先進着艦制動装置 (AAG) を設置することが構想されている。既に、MQ-9B スカイガーディアンの運用試験が行われている。
なおクイーン・エリザベス級では、艦型が大きく滑走レーンが長いことを活用して、着艦の際に、垂直にではなく斜めに下降する斜行着艦 (SRVL) を行うこともある。これは60ノット程度の低速で前進しながら、角度約6度で斜めに降下、着艦して車輪ブレーキにより停止するもので、若干ながら前進速度をつけることで主翼が揚力を発揮できるようになり、より重い状態でも着艦できることから、兵装を投棄せずに済むと期待されている。またジェット下方噴射による飛行甲板の損傷を軽減する効果も期待されている。ただし接地後の制動は車輪ブレーキに依存するため、この方法を用いるのは天候条件が良好なときに限られる。イギリス海軍では、垂直着艦・斜行着艦いずれにも対応できるベッドフォード・アレイ目視着艦支援システムを開発しており、2018年10月に「クイーン・エリザベス」で15回のSRVLを実施、「プリンス・オブ・ウェールズ」にはこの実績を踏まえた完全版のシステムが搭載された。

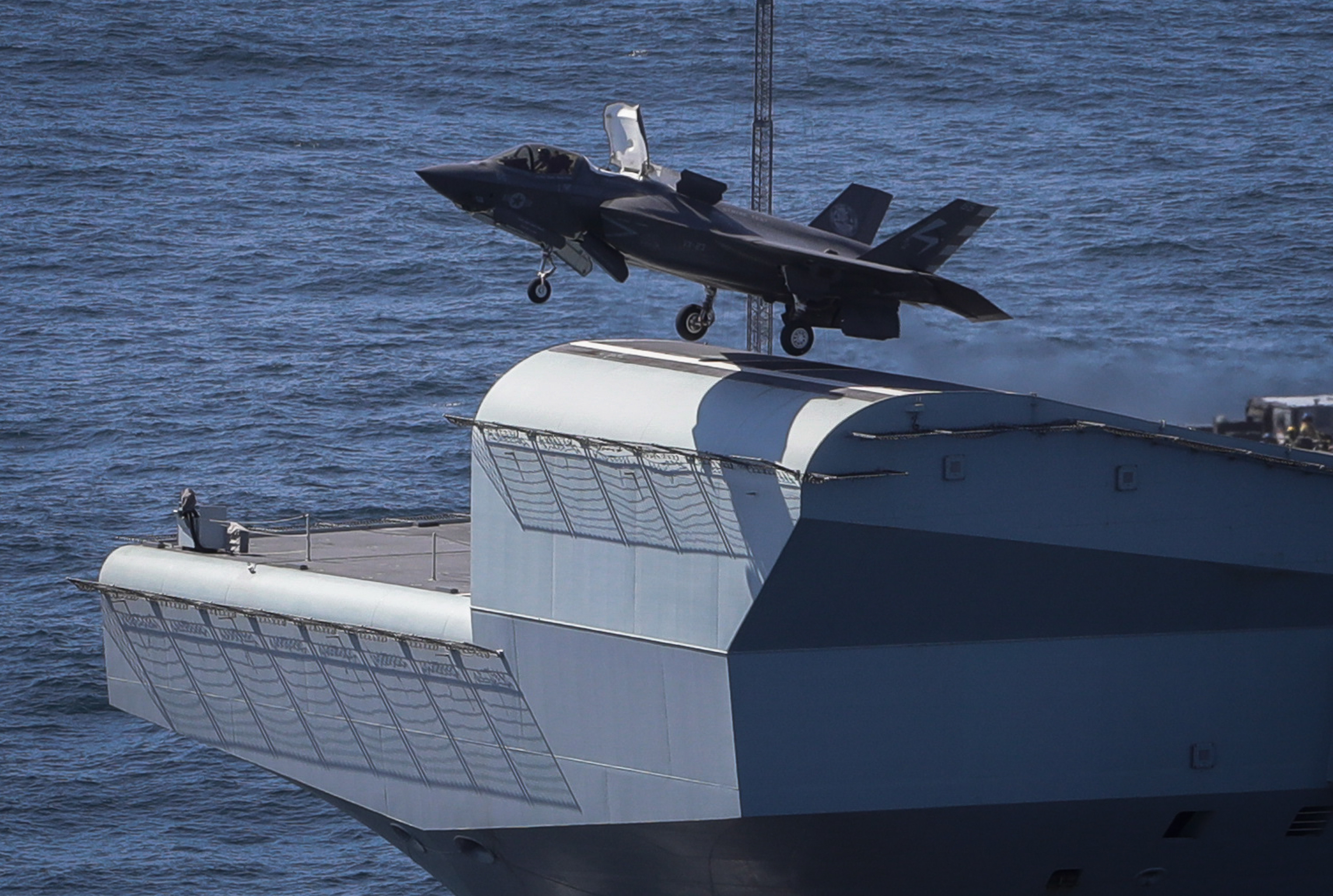
「クイーン・エリザベス」のスキージャンプから発進するF-35B
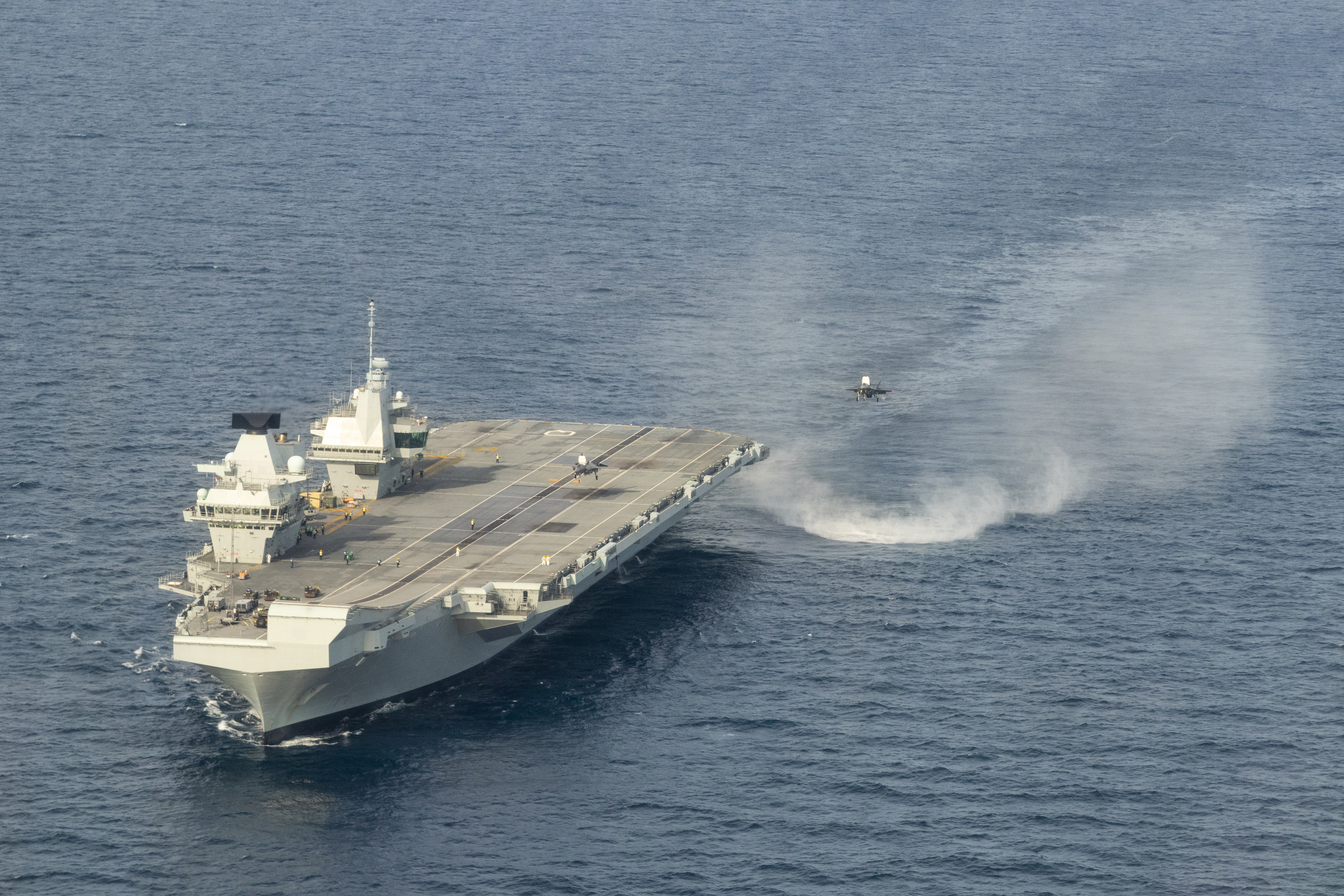
「クイーン・エリザベス」に着艦するF-35B

#### 格納・補給
エレベーターは前後のアイランドの直後に1基ずつ舷側式に設置されており、それぞれ、F-35Bを同時に2機昇降できる。なおクイーン・エリザベス級は、イギリス海軍として初めて、船体中心線上の機体移送用エレベーターを持たず、かつ、実際に完成した空母で右舷側にサイド・エレベーターを設置した初の艦でもある。
格納庫は前方アイランドの直下から後方に、長さ163 m×幅29 mが確保された。第2・3甲板の2甲板分の高さを確保しており、大部分ではアメリカ海軍の超大型空母よりもやや低い7.1 m高だが、一部では高さ9 mと、CH-53Eのような大型ヘリコプターも収容可能となっている。
標準的な合計搭載機数は約40機、20機を格納庫に収容するとされているが、70機を搭載できるとする資料もある。最大で24機を15分で発艦させ、24分で着艦させることができるとされており、ソーティ数としては、24時間にのべ110機、5日間にのべ420機と予測されている。
艦上戦闘機としては、上記のような検討を経て、F-35Bが選定された。ただし予算上の問題から、イギリス軍でのF-35Bの戦力化はかなりゆっくりとした速度で進められることになっており、本級の就役には間に合わないことから、当初はアメリカ海兵隊から派遣された飛行隊が搭載されることになっている。またこの際には、輸送機としてMV-22も展開することになっており、当初はイギリス軍自身も同型機を調達することも検討されていたが、こちらはさしあたり行わないことになった。
一方、艦載ヘリコプターはアグスタウェストランド AW101を主力としており、哨戒型（マーリンHM.2）9機と早期警戒型（マーリンASaC.5）3機が搭載される。またコマンドー母艦（ヘリコプター揚陸艦）としての行動も想定されていることから、陸軍と空軍のアパッチAH.1攻撃ヘリコプターやCH-47輸送ヘリコプターの搭載・運用も視野にいれて設計されている。

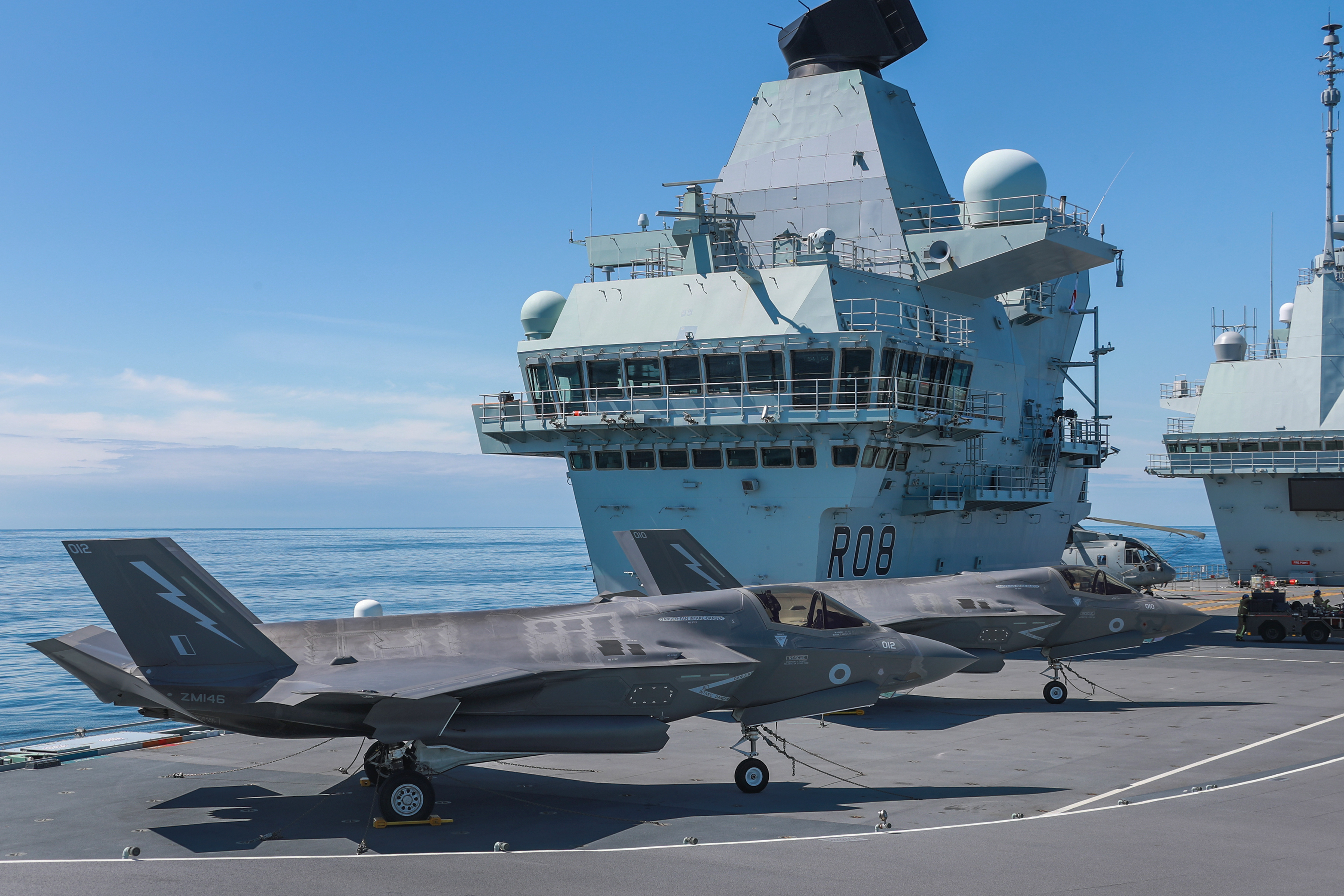
「クイーン・エリザベス」艦上のF-35B
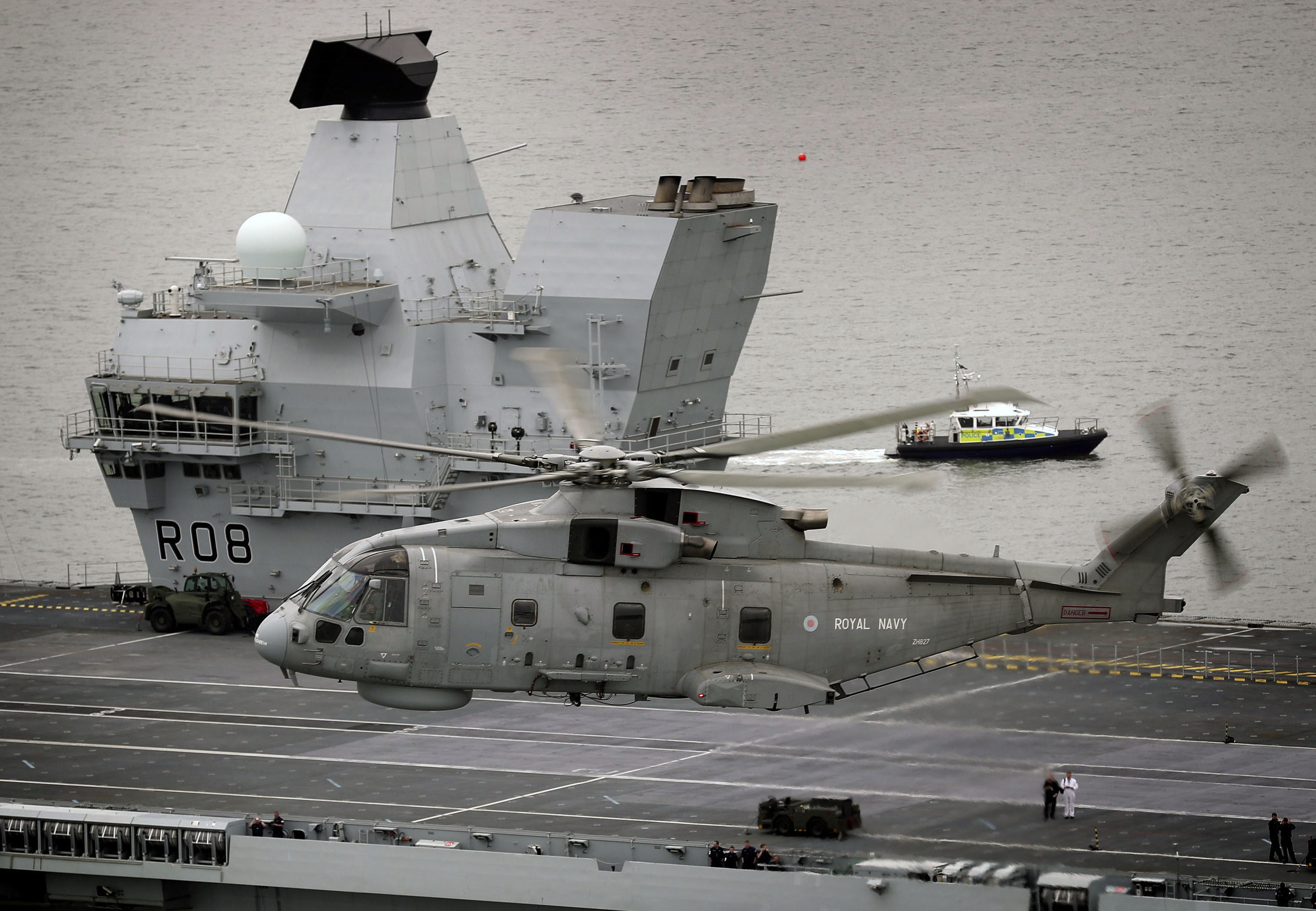
「クイーン・エリザベス」と並航するマーリン
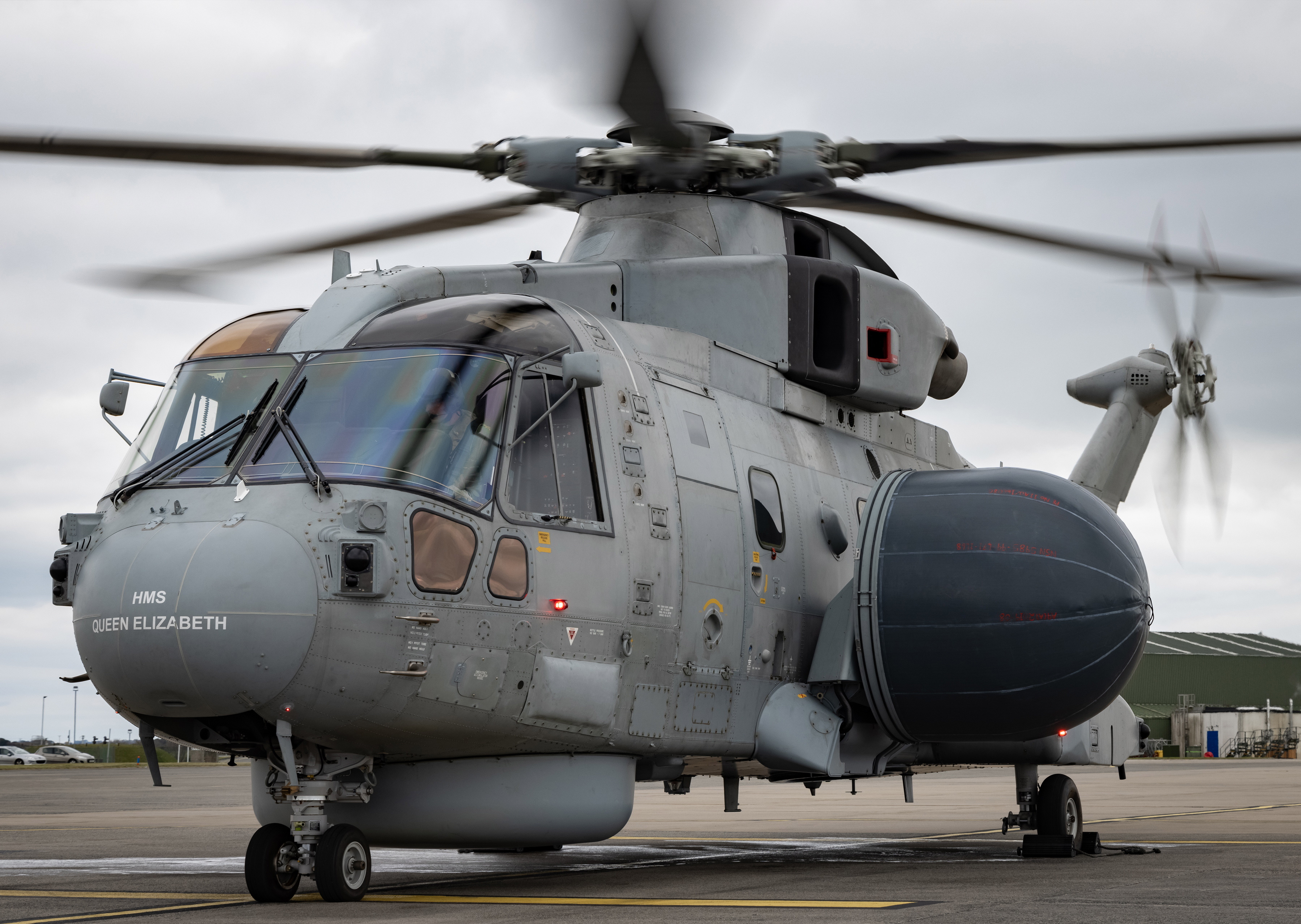
早期警戒型マーリン

### 個艦防御機能
主レーダーとして前部アイランド上に1046型（S1850M） 、副レーダーとして後部アイランド上に997型（ARTISAN）と、いずれも3次元レーダーが搭載される。また航空管制用として、SPN-720精測進入レーダーも搭載される。
火器は近接防御用の機関銃に限定されており、ファランクス・ブロック1B 20mmCIWS 3基とDS-30M 30mm単装機銃4基を備えている。
対潜兵器はもたないが、対魚雷用の2170型SSTDは搭載された。

## 比較表

### 機能の類似する他艦艇との比較
|              |            | クイーン・エリザベス級           | オーシャン           | インヴィンシブル級                                  |
| ------------ | ---------- | -------------------------------- | -------------------- | --------------------------------------------------- |
| 艦種         | 艦種       | 航空母艦                         | ヘリコプター揚陸艦   | 対潜空母・軽空母                                    |
| 船体         | 満載排水量 | 67,699 t                         | 22,500 t             | 20,500 t                                            |
| 船体         | 全長       | 284 m                            | 203.4 m              | 210 m                                               |
| 船体         | 最大幅     | 73 m                             | 35 m                 | 36 m                                                |
| 機関         | 方式       | IFEP                             | ディーゼル           | COGAG                                               |
| 機関         | 出力       | 108,000 hp                       | 450 kW               | 112,000 hp                                          |
| 機関         | 速力       | 26 kt                            | 19 kt                | 28 kt                                               |
| 兵装         | 砲熕       | ファランクスCIWS×3基             | ファランクスCIWS×3基 | ゴールキーパーCIWS×3基                              |
| 兵装         | 砲熕       | 30mm単装機銃×4基                 | 20mm機銃×4基         | 20mm機銃×2基                                        |
| 兵装         | 砲熕       | 12.7mm重機関銃×6基               | 7.62mm機関銃×4基     | －                                                  |
| 兵装         | ミサイル   | －                               | －                   | シーダート連装発射機×1基                            |
| 航空運用機能 | 飛行甲板   | スキージャンプ勾配つき全通甲板   | 全通甲板             | スキージャンプ勾配つき全通甲板                      |
| 航空運用機能 | 搭載機数   | 最大48機                         | 最大18機             | 最大24機                                            |
| 航空運用機能 | 搭載機     | F-35B×24-36機 ヘリコプター×10機  | ヘリコプター×18機    | シーハリアー/ハリアー II×9-12機 ヘリコプター×6-10機 |
| 航空運用機能 | 同時発着   | F-35Bなら5機 ヘリコプターなら6機 | 4-6機                | 4機                                                 |
| 同型艦数     | 同型艦数   | 2隻                              | 1隻                  | 3隻                                                 |

### 世界の空母との比較
|              |                 | フォード級                            | 福建                             | 山東                    | アドミラル・クズネツォフ | クイーン・エリザベス級     |
| ------------ | --------------- | ------------------------------------- | -------------------------------- | ----------------------- | ------------------------ | -------------------------- |
| 船体         | 満載排水量      | 101,600 t                             | 80,000 t                         | 67,000 t                | 59,100 t                 | 67,699 t                   |
| 船体         | 全長            | 337 m                                 | 316 m                            | 315 m                   | 305 m                    | 284 m                      |
| 船体         | 船体幅 / 最大幅 | 41 m / 78 m                           | 40 m / 76 m                      | 38 m / 75.5 m           | 38 m / 72 m              | 39 m / 73 m                |
| 機関         | 方式            | ギアード・タービン                    | IFEP                             | ギアード・タービン      | ギアード・タービン       | IFEP                       |
| 機関         | 主機            | 原子炉＋蒸気タービン                  | ボイラー＋蒸気タービン           | ボイラー＋蒸気タービン  | ボイラー＋蒸気タービン   | ガスタービン発電機＋電動機 |
| 機関         | 出力            | 不明                                  | 220,000 hp                       | 200,000 hp              | 200,000 hp               | 108,000 hp                 |
| 機関         | 速力            | 30 kt以上                             | 30 kt以上                        | 30 kt以上               | 29 kt                    | 26 kt                      |
| 兵装         | 砲熕            | ファランクスCIWS×3基                  | 1130型CIWS×3基                   | 1130型CIWS×3基          | AK-630 CIWS×6基          | ファランクスCIWS×3基       |
| 兵装         | 砲熕            | ファランクスCIWS×3基                  | 1130型CIWS×3基                   | 1130型CIWS×3基          | コールチクCIWS×8基       | 30mm単装機銃×4基           |
| 兵装         | 砲熕            | ファランクスCIWS×3基                  | ―                                | RBU-6000 発射機×2基     | RBU-12000 発射機×2基     | 12.7mm重機関銃×6基         |
| 兵装         | ミサイル        | ESSM 8連装発射機×2基                  | HHQ-10 18連装発射機×4基          | HHQ-10 18連装発射機×4基 | キンジャール VLS×192セル | ―                          |
| 兵装         | ミサイル        | RAM 21連装発射機×2基                  | HHQ-10 18連装発射機×4基          | HHQ-10 18連装発射機×4基 | P-700 VLS×12セル         | ―                          |
| 航空運用機能 | 発着方式        | CATOBAR                               | CATOBAR                          | STOBAR                  | STOBAR                   | STOVL                      |
| 航空運用機能 | 発艦装置        | 電磁式カタパルト×4基                  | 電磁式カタパルト×3基             | スキージャンプ          | スキージャンプ           | スキージャンプ             |
| 航空運用機能 | JBD             | 4基                                   | 3基                              | 3基                     | 3基                      | ―                          |
| 航空運用機能 | 着艦帯          | アングルド・デッキ配置                | アングルド・デッキ配置           | アングルド・デッキ配置  | アングルド・デッキ配置   | アキシャル・デッキ配置     |
| 航空運用機能 | 制動索          | 3索                                   | 4索                              | 4索                     | 4索                      | ―                          |
| 航空運用機能 | エレベーター    | 3基                                   | 2基                              | 2基                     | 2基                      | 2基                        |
| 航空運用機能 | 搭載機数        | 常時70機前後                          | 常用50機 / 最大80機              | 50機                    | 50機前後                 | 常時40機 / 最大48機        |
| 同型艦数     | 同型艦数        | 1隻/10隻予定 （1隻艤装中、1隻建造中） | 2隻予定 （1隻艤装中、1隻計画中） | 1隻                     | 1隻 (準同型1隻)          | 2隻                        |

## 同型艦

### 一覧表
| #   | 艦名                                           | 起工           | 進水          | 就役            |
| --- | ---------------------------------------------- | -------------- | ------------- | --------------- |
| R08 | クイーン・エリザベス HMS Queen Elizabeth       | 2009年 7月7日  | 2014年 7月4日 | 2017年 12月7日  |
| R09 | プリンス・オブ・ウェールズ HMS Prince of Wales | 2011年 5月20日 | 2017年 9月8日 | 2019年 12月10日 |

### 運用史
2010年代後半以降、イギリス政府要人が相次いで2020年代の同級のアジア太平洋地域への派遣に言及するようになった。その後、2021年には本級の1番艦「クイーン・エリザベス」を中核とする多国籍合同の空母打撃群 (CSG21) が編成されて、 5月にポーツマス海軍基地を出港し、大西洋、地中海、紅海からインド洋・太平洋へと展開したのち、12月までに帰投した。

## 登場作品

### 小説
『第三次世界大戦/覇権交代』
「プリンス・オブ・ウェールズ」が登場。南アジア条約機構「SATO」に貸与（実質、日本へ売却）され、ヘリコプター搭載護衛艦「ほうしょう」として就役する。
『新編日本朝鮮戦争』
「クイーン・エリザベス」が登場。国連PKF軍イギリス部隊として朝鮮半島に派遣される。
『日中世界大戦』
「プリンス・オブ・ウェールズ」が日本に売却され、海上自衛隊空母「あかぎ」として就役。

### ゲーム
『Modern Warships』
プレイヤーが操作できる艦艇として1番艦「クイーン・エリザベス」が登場。無人攻撃機(ドローン)の搭載が可能。